# Miitamariki Joseph
Miitamariki Joseph (ur. 14 sierpnia 1988 na Wyspach Cooka) – piłkarz z Wysp Cooka grający na pozycji obrońcy w Tupapa Rarotonga.
Od 2006 gra w Tupapa Rarotonga. Zdobył z tym klubem w 2007 mistrzostwo Wysp Cooka.
W barwach reprezentacji Wysp Cooka zadebiutował w 2007. Rozegrał w niej 12 meczów.